# 博多哇·仁青赛
博多哇·仁青赛（藏語：པོ་ཏོ་བ་རིན་ཆེན་གསལ་，威利转写：po to ba rin chen gsal，1031年—1105年），藏传佛教噶当派高僧，噶当教典派的创始人。
博多哇幼年在杰拉康寺出家，曾任札交寺涅巴（管事人）。1058年前往热振寺，拜仲敦巴为师学法。他是仲敦巴三大弟子之一，与普穷哇、京俄巴合称“三昆仲”。后出任热振寺堪布。不过后来因寺内纠纷而离开热振寺，1087年回到故乡创建博多寺。
博多哇晚年游历各寺、讲经收徒，开创了噶当派的教典派支系。他主要讲授《大乘庄严经论》、《菩萨地》、《集菩萨学论》、《入菩萨行论》、《本生鬘论》、《集法句经》，被称为“噶当六论”。他弟子众多，其中著名者有朗日塘巴、霞惹哇等。